# Sepoy

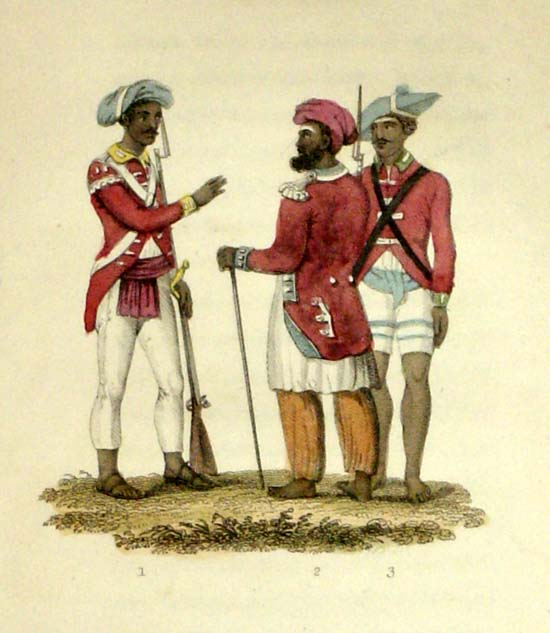
Twee sepoy-officieren en een soldaat, gravure door Frederic Schoberl, 1820.

Een sepoy (spreek uit sipoj; Portugees: sipaio, Baskisch zipaio; uit het Perzisch سپاهی sipâhi, soldaat) is een soldaat in de infanterie van India, Pakistan en Bangladesh. In historische zin is het een voornamelijk Indiase autochtoon die in dienst was van het leger van een (Europese) bezettende of koloniale macht.

## Brits-Indië
De term werd eerst gebruikt door de Britse Oost-Indische Compagnie en werd later overgenomen door het Brits-Indische leger voor een Indische soldaat zonder militaire rang in dienst van het leger (de tegenhanger bij de cavalerie heette sawar). Ongeveer 300.000 sepoy's speelden een cruciale rol in de verovering van Indië door de Compagnie en ze speelden een belangrijke rol in de Indiase opstand van 1857.

## Portugees-India
Sepoy's dienden ook in het Portugese leger. In eerste instantie in Portugees-India, later werden zij ook ingezet in andere delen van het Portugese Rijk, voornamelijk in Afrika. Nog later werd de term sipaio door de Portugezen gebruikt voor Afrikaanse soldaten en politiemensen.

## Frans-Indië
Ook in Frans-Indië werden de autochtone Indiërs in dienst van het Franse leger als sepoy's of cipayes aangeduid.

## Baskenland
De Baskische versie zipaio wordt tegenwoordig door linkse Baskische nationalisten gebruikt als belediging voor leden van de Baskische politie. Zij suggereren daarmee dat de politie geen Baskische politie is, maar de politie van een bezettend land, namelijk Spanje.